# Кознов, Борис Ильич
Бори́с Ильи́ч Козно́в (14 мая 1906 года — 15 марта 1975 года) — советский военачальник, участник Советско-финской и Великой Отечественной войн. Герой Советского Союза (29.05.1945). Генерал-майор артиллерии (1.07.1944).

## Биография
Родился 14 мая 1906 года в городе Меленки Владимирской губернии (ныне Владимирская область) в рабочей семье. Окончил начальную школу, с одиннадцати лет работал на Меленской кожевенной фабрике «Красный текстильщик» учеником шорника, а затем мастером.

### Военная служба
В августе 1924 года добровольно вступил в Рабоче-крестьянскую Красную армию, был зачислен курсантом 27-й Иваново-Вознесенской пехотной школы комсостава РККА, в сентябре 1925 года переведён в 4-ю Киевскую артиллерийскую школу, которую окончил в 1928 году. В 1926 году вступил в ВКП(б).
В сентябре 1928 года назначен командиром огневого взвода 23-го артиллерийского полка 23-й стрелковой дивизии Украинского военного округа в Чугуеве. В сентябре 1929 года назначен командиром взвода и помощником командира батареи 5-й отдельной артиллерийской бригады Белорусского военного округа в Полоцке.
В 1931 году поступил на артиллерийский факультет Военно-технической академии имени Ф. Э. Дзержинского, а когда в июне 1932 года была создана Военная артиллерийская академия РККА — переведён в неё. Учёбу в академии закончил в 1936 году, в сентябре этого же года стал инструктором, а затем младшим инженером обмерочной лаборатории, позже занимал должности временно исполняющего должность начальника отдела и старшего инженер отдела Научно-испытательного артиллерийского полигона Ленинградского военного округа.
В августе 1936 года майор Кознов назначен на должность начальника штаба 162-го артиллерийского полка 43-й стрелковой дивизии 23-й армии Ленинградского ВО. Участник Советско-финской, неоднократно проявлял себя в боях. В августе 1940 года занял должность начальника штаба артиллерии 19-го стрелкового корпуса Ленинградского военного округа на Карельском перешейке.

### Великая Отечественная война
С началом Великой Отечественной войны был направлен на фронт. Принимал участие в боевых действиях в составе 23-й армии Северного и Ленинградского фронтов, принимал участие в оборонительном сражении в Карелии и обороны Ленинграда.
2 августа 1941 года в бою под городом Сортавала, в сложной обстановке Кознов вступил в командование стрелковым полком, решительными действиями остановил его отступлении и организовал контратаку. Получил ранение, но не покинул поле боя.
В сентябре 1941 года назначен начальником штаба артиллерии 23-й армии Ленинградского фронта, удерживавшей северный фланг кольца блокады Ленинграда по линии от Ладожского озера до Финского залива. В апреле 1942 года назначен командиром 28-го армейского артиллерийского полка, участвовал в Сенявинской наступательной операции в августе-октябре 1942 года. В ноябре 1942 года назначен заместителем начальника артиллерии 23-й армии, в феврале 1943 года занял должность заместитель начальника артиллерии 67-й армии Ленинградского фронта и одновременно — начальника армейской артиллерийской группы, в которую входило 4 артиллерийских полка и 3 отряда аэростатов. На этой должности Кознов организовывал боевую работу артиллерийский частей в ходе Мгинской наступательной операции, а также контрбатарейную борьбу с артиллерией противника большой мощности в период блокады Ленинграда.
В сентябре 1943 года Кознов назначен на должность командира 18-й артиллерийской дивизии прорыва Резерва Верховного Главнокомандования, командовал ею до окончания войны. Дивизия под его командованием в составе 2-й ударной, 42-й и 8-й армий Ленинградского фронта успешно действовала в ходе Ленинградско-Новгородской, Выборгской, Нарвской, Таллинской наступательных операциях, получила почётное наименование «Гатчинской».
1 июля 1944 года Кознову было присвоено воинское звание «генерал-майор артиллерии».
В октябре 1944 года дивизия была передана в состав 65-й армии 1-го Белорусского (затем 2-го Белорусского) фронта, где принимала участие в боях за удержание и расширение Сероцкого плацдарма на Висле, Восточно-Прусской и Восточно-Померанской операциях.
В апреле 1945 года дивизия Кознова и весь корпус прорыва воевали в составе 8-й гвардейской общевойсковой армии 1-го Белорусского фронта. Кознов проявил мужество и мастерство в ходе Берлинской наступательной операции: в боях по прорыву укрепленной немецкой обороны на западном берегу Одера он чётко организовал манёвр огневых средств дивизии. Стрелковые части при поддержке сил 18-й артиллерийской дивизии овладели рядом крупных опорных пунктов обороны противника.
На подступах к Берлину Кознов лично выехал на передний край и там организовал массированный огонь артиллерии. Артиллеристы дивизии принимали участие в штурме Берлина, оказывая поддержку стрелковым частям в уличных боях. Только за 20 дней дивизией было уничтожено и подавлено 183 артиллерийские и миномётные батареи, 155 отдельных полевых и самоходных орудий, 274 пулемётные точки, разрушила 35 дзотов, 66 зданий, оборудованных под огневые точки, и 17 блиндажей противника. Огнём артиллерии было рассеяно и уничтожено до 20 полков немецкой пехоты. Артиллеристы Кознова вели огонь непосредственно по зданию Рейхстага.
Указом Президиума Верховного Совета СССР от 29 мая 1945 года за образцовое выполнение задач, поставленных командованием и проявленные при этом отвагу и мужество генерал-майору Кознову присвоено звание Героя Советского Союза.

### После войны
После войны Кознов продолжил в Вооружённых Силах СССР, до июня 1946 года продолжал командовать 18-й артиллерийской дивизией, а затем был назначен на должность командира 5-й артиллерийской дивизии прорыва Резерва Верховного Командования (РВК).
С мая 1947 года — заместитель командира 1-го артиллерийского корпуса РВК в Приморском военном округе. В августе 1948 года стал командиром 6-й гвардейской артиллерийской дивизии прорыва РВК в составе 39-й армии. В феврале 1952 года назначен на должность командира 2-й гвардейской артиллерийской дивизии прорыва РВК в Ленинградском военном округе, в декабре 1953 года — на должность заместителя командующего артиллерией по артиллерии РВГК Ленинградского военного округа.
В мае 1956 года Кознов возглавил артиллерию 4-й гвардейской механизированной армии, в апреле 1957 года назначен на ту же должность в 20-й гвардейской общевойсковой армии (обе — в Группе советских войск в Германии).
В ноябре 1957 года занял должность начальника факультета по подготовке командиров стран народной демократии Военно-артиллерийской командной академии.
В январе 1964 года Кознов ушёл в запас в звании генерал-майора артиллерии.
Жил и работал в Ленинграде, где и скончался 15 марта 1975 года. Похоронен на Ново-Волковском кладбище (Железнодорожный участок).

## Награды
- Герой Советского Союза (Указ Президиума Верховного Совета СССР от 29 мая 1945 года , медаль «Золотая Звезда» № 5605)[1]
- Два ордена Ленина (21 февраля 1945 года, 29 мая 1945 года)[1]
- Четыре ордена Красного Знамени (26 октября 1942 года, 30 июля 1944 года, 3 ноября 1944 года, 5 ноября 1954 года)[1][2]
- Орден Суворова II степени (10 апреля 1945 года)[1][2]
- Орден Кутузова II степени (21 февраля 1944 года)[1][2]
- Орден Отечественной войны I степени (1 октября 1944 года)[1][2]
- медали СССР, в том числе:
  - Медаль «За победу над Германией в Великой Отечественной войне 1941—1945 гг.» (1945)
  - Медаль «За оборону Ленинграда»